# Eurymédon de Myrrhinuse
Eurymédon de Myrrhine (grec moderne : Εὐρυμέδων Μυρρινούσιος) est un Athénien qui a épousé la sœur du philosophe Platon, Potonè. Il est le père de Speusippe. 
L'Eurymédon de Myrrhine dont la propriété bordait celle de Platon et qui est mentionné dans le testament de Platon est probablement le petit-fils du vieil Eurymédon, et est peut-être le fils de Speusippe. 